# Belciugatele
Belciugatele è un comune della Romania di 1 878 abitanti, ubicato del distretto di Călărași, nella regione storica della Muntenia.
Il comune è formato dall'unione di 5 villaggi: Belciugatele, Cândeasca, Cojești, Mataraua, Măriuța.